# Шоу, Анабель
Анабель Шоу (англ. Anabel Shaw), имя при рождении Марджори Хеншоу (англ. Marjorie Henshaw; 24 июня 1921 – 16 апреля 2010) – американская киноактриса 1940–1970-х годов.
За время своей карьеры Шоу снялась в 20 фильмах, среди которых «Шок» (1946), «Милое домашнее убийство» (1946), «Странный треугольник» (1946), «Тайна за дверью» (1947), «Бульдог Драммонд наносит ответный удар» (1947), «Мама была в трико» (1947), «Прилив» (1947), «Город за рекой» (1949), «Без ума от оружия» (1950) и «В ад и назад» (1955).

## Ранние годы и начало карьеры
Анабель Шоу, имя при рождении Марджори Хеншоу, родилась 24 июня 1921 года в Окленде, штат Калифорния .
Она происходила из родовитой и богатой семьи. Её прямой предок Аарон Бёрр, бывший в своё время вице-президентом США, вошёл в историю как человек, который застрелил на дуэли политика и одного из отцов-основателей США Александра Гамильтона. Её дед, Гай Чаффи Эрл был известным адвокатом, сенатором штата и регентом Калифорнийского университета. Её семья на протяжении поколений занимала ведущие позиции в торговле и промышленности, особенно, в сфере деревообработки, а также управления земельными и водными ресурсами. 
Детство Анабель провела в Лос-Анджелесе. После окончания средней школы она получила образование в частной школе для девочек Мальборо (англ. Marlborough School (Los Angeles)). Там она начала мечтать об актёрской игре, однако школа Мальборо неодобрительно относилась к этому увлечению. Её родители и старшая сестра Джейн также поначалу были против. Тем не менее она стала изучать драматическое искусство в Школе драмы Нили Диксон (англ. Nealy Dixon School of Drama) в Голливуде. Одновременно она подрабатывала на киностудии Warner Bros., где участвовала в проведении экранных тестов с потенциальными молодыми актёрами, однако сама в кино в тот период так и не снялась.
Затем она поступила в Калифорнийский университет в Беркли, в 1943 году получив степень бакалавра по литературеи.
В 1942 году Шоу начала играть в любительских спектаклях. В том же году на одном из благотворительных мероприятий, где она участвовала, на Анабель обратил внимание скаут по поиску талантов из Warner Bros., который предложил ей пройти кинопробы. После проб Шоу подписала со студией контракт, и в течение шести месяцев проходила на студии курс подготовки, обучаясь актёрскому мастерству, пению и танцам.

## Карьера в кинематографе и на телевидении
Несмотря на подписанный контракт, ролей Шоу так и не получала. Как предполагает биограф актрисы Колин Бриггс, «с таким же строением фигуры и цветом кожи, как у многообещающей звезды Warner Алексис Смит, Анабель, должно быть, находилась в невыгодном положении. Мисс Смит уже зарекомендовала себя, и студии не нужна была еще одна такая актриса, как она. Главным различием между двумя красавицами был рост. Алексис выглядела впечатляюще на экране с ростом 175 см, в то время как Аннабель была среднего роста (165 см)». В конце концов, контракт с Шоу был расторгнут.
Агент, который организовал Шоу тестирование на Warner Bros. показал её тесты компании Paramount Pictures, которая в 1944 году подписала с ней контракт. Впервые её имя (как Марджори Хеншоу) появилось в титрах музыкальной комедии «Сюда набегают волны» (1944). В этом фильме главные роли исполнили такие звёзды, как Бинг Кросби и Бетти Хаттон, кроме того в ролях поменьше были задействованы такие звёзды студии, как  Кэтрин Крейг, Ноэль Нилл, Ивонн де Карло и Мона Фримен. По словам Бриггса, «кроме Бетти Хаттон, сыгравшей две роли, ни у кого больше не было особых шансов выделиться в этом фильме». 
Хотя в 1944 году фотография Шоу появилась на обложке журнала LA Times magazine, прошло еще шесть месяцев, в течение которых Шоу проходила пробы, но так и не получила больше ни одной роли. Устав от бесполезного скитания без дела, Шоу попросила об освобождении от контракта и получила его. Её агент снова пришел на помощь и в 1946 году заключил для неё контракт со студией 20th Century Fox. Как вспоминала Шоу, «я немного поколебалась, прежде чем подписать контракт, но потом подумала – почему бы не рискнуть еще раз? Возможно, это тот случай, когда повезло в третий раз». После подписания контракта с 20th Century Fox она сменила имя с Марджори Хеншоу на Анабель Шоу. 
В 1946 году в фильме нуар «Шок» (1946) ей досталась значимая роль женщины, которая получает тяжёлый шок, случайно увидев, как в доме напротив мужчина убил женщину. Партнёрами Шоу по фильму были опытные актёры Винсент Прайс в роли психиатра-убийцы и Линн Бари в роли влюблённой в него медсестры и сообщницы. Оба актёра опекали и всячески помогали Анабель. Позднее Шоу рассказывала о Бари: «Она была очень мила и совершенно свободна от ревности. Однажды на съёмочной площадке Линн упомянула, что является прямым потомком Александра Гамильтона, который был первым секретарём казначейства в правительстве Джорджа Вашингтона. Линн рассказала, что её пра-пра-пра-тётя Маргарет Скайлер была замужем за мистером Гамильтоном и что родную мать Линн назвали в ее честь. «О, нет, – сказала я в изумлении, – моим пра-пра-пра-дядей был Аарон Берр, человек, который убил Гамильтона на дуэли». Журнал Picture Show описал фильм как «захватывающий триллер с прекрасной режиссурой и хорошей актерской игрой». Журнал Time отметил игру Шоу, написав, что «ничто так явно не пленяет Голливуд, как беспокойный ум, особенно когда он обитает в красивом теле». По словам Биггса, в этой картине Шоу «действительно  демонстрирует потрясающий диапазон, показывая страх, истерию и полный крах, и всё это только в первой половине фильма». Тем временем Шоу пробовалась на роль Софи в фильме «Остриё бритвы» (1946). Хотя пробы прошли удачно, но в последний момент руководство студии отдало роль Энн Бакстер, которая в итоге получила за неё «Оскар» как лучшая актриса второго плана.
Следующим фильмом Шоу на студии Fox стала криминальная комедия «Милое домашнее убийство» (1946) с участием Рэндольфа Скотта в роли детектива и Линн Бари в роли писательницы детективных романов. В этой картине Шоу предстала в образе гламурной голливудской звезды, которая вместе со своим любовником (Шепперд Страдвик) оказывается в числе подозреваемых в убийстве его жены. В фильме нуар «Странный треугольник» (1946) Шоу сыграла, вероятно, свою самую большую роль лояльной сотрудницы банка, которая подозревает своего шефа (Шепперд Страдвик) в хищениях, совершаемых им под давлением своей аморальной жены (Сигне Хассо). В то время как Picture Show назвала фильм «довольно медленной мелодрамой», Film Review охарактеризовал его как «напряженный фильм с остросюжетной кульминацией».
В 1947 году Шоу сыграла в шести фильмах, включая её первый цветной фильм, коммерчески чрезвычайно успешный мюзикл «Мама была в трико» (1947), который был удостоен «Оскара» за лучшую музыку и номинации на «Оскар» за лучшую операторскую работу в цвете. Главную роль эстрадной танцовщицы, воспитывающей двоих дочерей, сыграла Бетти Грейбл, а у Шоу же было несколько сцен в качестве одной школьной подруги героини Грейбл. В том же году продюсер Сол М. Вёртсел, картины которого выпускала компания Fox, предложил Шоу роль в криминальной мелодраме «Опасные годы» (1947), посвящённой теме подростковой преступности. Шоу сыграла в этом фильме яркую роль предполагаемой дочери окружного прокурора (Ричард Гейнс), который пытается доказать вину молодого человека (Уильям Халоп) в убийстве, не зная о том, что на самом деле именно этот юноша и является его сыном. Чтобы не разрушать счастливую жизнь героини Шоу, молодой человек не раскрывает в суде правду, что она не является дочерью прокурора, и в итоге его приговаривают к пожизненному заключению.
Став фрилансером, Анабель перешла на студию Columbia Pictures, чтобы сыграть в криминальном экшне «Бульдог Драммонд наносит ответный удар» (1947), заглавную роль сыщика в котором исполнил Рон Рэнделл. Как написал журнал Picture Show, на протяжении всего фильма герой Рэнделла «решает загадку двух очаровательных девушек, претендующих на богатое наследство, из-за которого убит инспектор Скотленд-Ярда». Глория Генри и Шоу сыграли этих двух претенденток на наследство, и они обе  были достаточно загадочны, чтобы зрители гадали, кто из них фальшивый наследник, до самого конца. В том же году студия Monogram Pictures пригласила Шоу в фильм нуар «Прилив» (1947) на значимую роль секретарши главного редактора газеты. Первоначально её героиня вынуждена сотрудничать с местным гангстером против своего шефа (Ли Трейси), но затем помогает частному детективу (Дон Касл), с которым у неё начинается роман, распутать дело и вывести преступников на чистую воду. По мнению Бриггса, «в фильме было довольно много саспенса и неожиданных ходов». Picture Show высоко оценил фильм, написав, что «история превосходно сыграна и грамотно срежиссирована». Историк кино Майкл Кини со своей стороны отметил, что «это довольно качественный малобюджетный нуар с отрывистыми диалогами, неожиданным финалом и хорошей игрой Трейси и Касла».
Знаменитый режиссёр Фриц Ланг, который снимал для студии Universal фильм нуар «Тайна за дверью» (1947) с Джоан Беннетт и Майклом Редгрейвом в главных ролях, дал Шоу «относительно небольшую, но запоминающуюся роль светской девушки, которая своими вопросами выводит из равновесия обеспокоенного героя Редгрейва». Затем студия Public Releasing Corporation (P.R.C.) воспользовался услугами Шоу, сняв её в криминальной мелодраме «Убийца на свободе» (1947), который журнал Film Review описал как фильм про то, как «очередной гениальный репортёр раскрывает очередной  преступный бизнес». Репортёром в этом фильме был Роберт Лоуэри, а Шоу, которая, по словам Бриггса,«была привлекательна, как никогда», сыграла роль журналистки и сподвижницы репортёра, не подозревающей о том, что главной преступного синдиката является её отец. Оставшись на студии P.R.C., IШоу снялась в своём единственном фильме 1948 года, боксёрской мелодраме  «В этом углу» (1948). Главную  боксёра, вступающего в борьбу со своими криминальными хозяевами, сыграл Скотт Брейди, а Шоу сыграла медсестру и его даму сердца, которая помогает ему в его борьбе.
Шоу никогда не была частью голливудской сцены свиданий, однако её приглашали на гламурные вечеринки, и она иногда появлялась на обложках таких изданий, как Life и This Week. Тем временем, в 1948 году Шоу вышла замуж, после чего её успешно развивающаяся карьера постепенно пошла на спад. В 1949 году она сыграла лишь в двух фильмах, первым из которых стала комедия студии Monogram Pictures с Мальчиками из Бауэри «Подержи этого ребёнка!» (1949). В этом фильме Шоу сыграла мать грудного ребёнка, по завещанию ставшего богатым наследником, за которым охотятся как его алчные родственники, так и бандиты. Она прячет ребёнка в прачечной, принадлежащей Мальчикам из Бауэри (Лео Горси, Хантц Холл), которые помогают спасти его от преследователей. Вторым фильмом стал фильм нуар  Universal Pictures «Город за рекой» (1949), который по словам обозревателя «Нью-Йорк таймс» Томаса Прайора, является «разоблачительным, продуманным и драматически захватывающим исследованием влияния окружающей среды на взращивание преступности среди несовершеннолетних». Стивен Макнэлли сыграл в этом фильме роль социального работника, который всеми силами пытается сделать из подростков достойных членов общества, а Шоу сыграла его заботливую и отзывчивую жену, которая поддерживает его во всех его делах.
В начале 1950 года на экраны вышел независимый фильм нуар режиссёра Джозефа Х. Льюиса «Без ума от оружия» (1950), который со временем был признан классическим. Этот, лишённый гламура, суровый фильм рассказывает о молодой паре (Пегги Камминс, Джон Долл), восхищающейся оружием, которая становится на путь вооружённых грабежей в различных городах страны. Когда на след пары выходит полиция, они безуспешно пытаются скрыться в доме сестры персонажа Долла, которую сыграла Шоу.
После этой картины последовал шестилетний перерыв в кинокарьере Шоу. Она вышла замуж за профессора городской социологии Джозефа Форда, которого сопровождала в его многочисленных продолжительных зарубежных командировках. За это время у неё родилось трое детей, воспитание которых отнимало немало времени. Семья вернулась в Калифорнию только в середине 1950-х годов.
После возвращения Шоу продюсер Уолтер Вангер дал ей роль в своём тюремном фильме нуар «Бунт в тюремном блоке № 11» (1954). Снятый почти полностью мужским актёрским составом в жёстком документальном стиле, фильм был хорошо принят как критикой, так и зрителями. Шоу сыграла в этом фильме роль обеспокоенной жены одного из положительных заключённых, который погибает от рук своих преступных сокамерников. У Шоу было несколько сцен, когда она беседовала по телефону со своим мужем, которые были удалены из окончательного варианта картины. Как сказала актриса, «я думаю, что постоянные прерывания, создаваемые моими сценами, разрушили нарастающее напряжение в картине».
В 1955 году студия Universal Pictures задействовала Шоу в фильме нуар «Пересечь шесть мостов» (1955), поручив её небольшую роль военной вдовы и жены главного героя (Тони Кертис), профессионального преступника, которого связывают особые отношения противостояния, сотрудничества и даже дружбы с офицером бостонской полиции (Джордж Нейдер) . В том же году на студии Universal вышла военная биографическая драма «В ад и назад»  (1955) об американском герое Второй мировой войны Оди Мёрфи, который сыграл в этом фильме самого себя. Фильм имел большой успех у публики. Шоу сыграла в этой картине запоминающуюся роль медсестры, которая ухаживает за раненым Мёрфи. Третьим и последним фильмом на этом этапе её карьеры стал широкоэкранный цветной вестерн кинокомпании Allied Artists Pictures «Под дулом пистолета» (1955) с Фредом Макмюрреем в роли владельца магазинчика, который защищает свой городок Плейнвью в Техасе от банды терроризирующих его преступников. Благодаря своему умению изобразить нарастающий страх и истерию, Шоу получила роль жены одного из горожан (Уит Бисселл) и матери двух маленьких детей.
Помимо кинематографа в период 1951–1958 годов Шоу сыграла гостевые роли в эпизодах шести телесериалов, среди которых «Театр «Бигелоу»» (1951), «Зеркальный театр «Ревлон»» (1953), «Одинокий волк» (1955), «Альфред Хичкок представляет» (1957), «Семья Маккой» (1958) и «26 мужчин» (1958) . 
В 1957 году Шоу предложили главную женскую роль в популярном телесериале «Лесси» вместо выбывшей Джен Клейтон, однако Шоу отказалась. Как она рассказывала позднее, «для того, чтобы получить эту роль, было выдвинуто несколько условий, но из-за большого объёма затрачиваемого времени и раннего начала съемок я отказалась от этой роли. Я поняла, что если шоу будет продолжаться долго, мои дети будут страдать от моего отсутствия».
Много лет спустя студия Fox неожиданно предложила Шоу сыграть медсестру в фильме ужасов «Вальс Мефистофеля» (1970). Несмотря на талантливый актерский состав, включавший Алана Алду, Жаклин Биссет и Курда Юргенса, фильм был принят не слишком хорошо. Это была последняя актёрская работа Шоу на экране.

## Актёрское амплуа и оценка творчества
По описанию Биггса, Анабель Шоу была сероглазой пепельной блондинкой среднего роста с таким же строением фигуры и цветом кожи, как у Алексис Смит, и с «большими выразительными глазами, которые часто сравнивают с глазами Бетт Дэвис».
Шоу сыграла немало главных ролей, большинство из которых – в криминальных мелодрамах и фильмах нуар категории В. По мнению автора статьи об актрисе в газете Independent, к числу её наиболее памятных фильмов относятся «Шок» (1946) с Винсентом Прайсом, «Тайна за дверью» (1947) с Майклом Редгрейвом, «В этом углу» (1948) со Скоттом Брейди, «Без ума от оружия» (1950) с Пегги Камминс и Джоном Доллом и «Опасные годы» (1947). Как отмечается далее, «наилучшим её фильмом, вероятно, стал «Убийца на свободе» (1947) с Бобом Лауери, где она переигрывает всех буквально в каждой сцене».
После выхода замуж с 1950 года Шоу на несколько лет отошла от актёрской карьеры, вернувшись к ней в 1955 году ради нескольких второстепенных киноролей, а также нескольких ролей в телесериалах, фактически закончив карьеру в 1958 году. 

## Личная жизнь
11 декабря 1948 года Шоу вышла замуж за профессора социологии Джозефа Форда (англ. Joseph Ford), основателя факультетов социологии и антропологии Университета штата Калифорния в Нортбридже, после чего стала уделять много времени и внимание семье, постепенно отойдя от актёрской карьеры. У пары родилось трое детей – дочь Анабель Форд, которая стала археологом, дочь Сесилия, ставшая профессором лингвистики, и сын Стив, ставший промышленным дизайнером.
В первой половине 1950-х годов муж Форд часто выезжал в продолжительные зарубежные служебные командировки, и Шоу вместе с детьми ездила вместе с ним. Несколько лет они жили в Риме, а затем — в Бейруте, Мадриде, Мехико и Вене. Этот этап своей жизни Шоу позднее описала в своей книге «Квинтет в Малой Азии» (2010). В перерывах между поездами она поддерживала свою актёрскую деятельность, время от времени появляясь на телевидении и в кино.
По возвращении в Калифорнию в 1955—1958 годах Шоу ненадолго возобновила кино- и телекарьеру. В 1977 году её старшая дочь Анабель организовала Кинофестиваль Анабель Шоу. Это трехдневное мероприятие, спонсором которого выступила Ассоциация аспирантов, проходило в Калифорнийском университете в Санта-Барбаре. В фестивале приняли участие такие признанные звёзды, работавшие с Шоу, как Скотт Брейди и Винсент Прайс. Событие много освещалось в прессе, Шоу также давала многочисленные радиоинтервью.
В 1986 году, после 38 лет брака, Шоу и Форд развелись, и в том же году Шоу вышла замуж за Джорджа Скопечека (англ. George Scopececk), богатого бизнесмена, живущего в Окленде, штат Калифорния, с которым была знакома много лет назад. Переехав в Окленд в дом мужа, Шоу стала работать в Оклендском музее и играть в спектаклях в клубе «Клермонт». 20 октября 1991 года оклендский дом Скопечека и Шоу вместе с 3000 другими домами был уничтожен в результате сильного пожара. Они переехали в квартиру в Аламиде, где 20 апреля 1992 года Скопечек скончался.
В 1992 году Шоу купила дом в Санта-Барбаре поблизости от дома дочери Анабель и её мужа. Туда же вскоре переехал и её сын Стив вместе с женой и дочерью.

## Смерть
Анабель Шоу умерла 16 апреля 2010 года после упорной борьбы с раком молочной железы, в Санта-Барбаре, Калифорния, в возрасте 88 лет.

## Фильмография
| Год  |   | Русское название                       | Оригинальное название         | Роль                                   |
| ---- | - | -------------------------------------- | ----------------------------- | -------------------------------------- |
| 1944 | ф | Сюда набегают волны                    | Here Come the Waves           | Изабель (в титрах Марджори Хеншоу)     |
| 1945 | ф | Звуки горна в полночь                  | The Horn Blows at Midnight    | телефонистка (в титрах не указана)     |
| 1946 | ф | Милое домашнее убийство                | Home, Sweet Homicide          | Полли Уокер                            |
| 1946 | ф | Шок                                    | Shock                         | миссис Джанет Стюарт                   |
| 1946 | ф | Странный треугольник                   | Strange Triangle              | Бетти Уилсон                           |
| 1946 | ф | Ещё одно завтра                        | One More Tomorrow             | секретарша (в титрах не указана)       |
| 1947 | ф | Бульдог Драммонд наносит ответный удар | Bulldog Drummond Strikes Back | Эллен Кёртисс №2                       |
| 1947 | ф | Прилив                                 | High Tide                     | Дэна Джонс                             |
| 1947 | ф | Мама была в трико                      | Mother Wore Tights            | Элис Флеммерхаммер                     |
| 1947 | ф | Опасные годы                           | Dangerous Years               | Конни Бёрнс                            |
| 1947 | ф | Тайна за дверью                        | Secret Beyond the Door        | интеллектуальная девушка               |
| 1947 | ф | Убийца на свободе                      | Killer at Large               | Энни Арнольд                           |
| 1948 | ф | В этом углу                            | In This Corner                | Слли Риверс                            |
| 1949 | ф | Город за рекой                         | City Across the River         | миссис Джин Альберт                    |
| 1949 | ф | Держите этого ребёнка!                 | Hold That Baby!               | Лора Эндрюс                            |
| 1949 | ф | Без ума от оружия                      | Gun Crazy                     | Руби Тэйр Флэглер                      |
| 1951 | с | Театр «Бигелоу»                        | The Bigelow Theatre           | (1 эпизод)                             |
| 1953 | с | Зеркальный театр «Ревлон»              | The Revlon Mirror Theater     | Кей (1 эпизод)                         |
| 1955 | ф | В ад и назад                           | To Hell and Back              | Хелен                                  |
| 1955 | ф | Под дулом пистолета                    | At Gunpoint                   | миссис Энн Кларк (в титрах не указана) |
| 1955 | ф | Пересечь шесть мостов                  | Six Bridges to Cross          | Вирджиния Стюарт (в титрах не указана) |
| 1955 | с | Одинокий волк                          | The Lone Wolf                 | Анита (1 эпизод)                       |
| 1957 | с | Альфред Хичкок представляет            | Alfred Hitchcock Presents     | Рода Форбс (1 эпизод)                  |
| 1958 | с | Семья Маккой                           | The Real McCoys               | мисс Леонард (1 эпизод)                |
| 1958 | с | 26 мужчин                              | 26 Men                        | (1 эпизод)                             |
| 1971 | ф | Вальс Мефистофеля                      | The Mephisto Waltz            | медсестра (в титрах не указана)        |